# Club Atlético River Plate 1955
Questa voce raccoglie le informazioni riguardanti il Club Atlético River Plate nelle competizioni ufficiali della stagione 1955.

## Stagione
La formazione guidata da Minella centra il titolo alla penultima giornata, in un incontro sentito come il Superclásico, vincendo in rimonta per 2-1 in casa del Boca Juniors.

## Maglie e sponsor
| Casa | Trasferta |

## Rosa
| N. |                      | Ruolo | Calciatore            |
| -- | -------------------- | ----- | --------------------- |
|    | Argentina (bandiera) | P     | Amadeo Carrizo        |
|    | Argentina (bandiera) | P     | Gabriel Ogando        |
|    | Argentina (bandiera) | D     | Raúl Hernández        |
|    | Argentina (bandiera) | D     | Oscar Mantegari       |
|    | Argentina (bandiera) | D     | Alfredo Pérez         |
|    | Argentina (bandiera) | D     | Octavio Trillini      |
|    | Argentina (bandiera) | D     | Federico Vairo        |
|    | Argentina (bandiera) | D     | Julio Venini          |
|    | Argentina (bandiera) | C     | Guillermo Fain        |
|    | Argentina (bandiera) | C     | Juan Carlos Malazzo   |
|    | Argentina (bandiera) | C     | Roberto Puisegur      |
|    | Argentina (bandiera) | C     | Néstor Rossi          |
|    | Argentina (bandiera) | C     | Juan Carlos Schneider |
|    | Argentina (bandiera) | C     | Pascasio Sola         |
|    | Argentina (bandiera) | C     | Roberto Tesouro       |

| N. |                      | Ruolo | Calciatore          |
| -- | -------------------- | ----- | ------------------- |
|    | Argentina (bandiera) | C     | Juan Urriolabeitía  |
|    | Argentina (bandiera) | A     | Héctor De Bourgoing |
|    | Uruguay (bandiera)   | A     | Walter Gómez        |
|    | Argentina (bandiera) | A     | Ángel Labruna       |
|    | Argentina (bandiera) | A     | Félix Loustau       |
|    | Argentina (bandiera) | A     | Norberto Menéndez   |
|    | Argentina (bandiera) | A     | Ermindo Onega       |
|    | Argentina (bandiera) | A     | Eliseo Prado        |
|    | Argentina (bandiera) | A     | Domingo Rodríguez   |
|    | Argentina (bandiera) | A     | Iseo Rosello        |
|    | Argentina (bandiera) | A     | Juan Carlos Russo   |
|    | Argentina (bandiera) | A     | José Sánchez Lage   |
|    | Argentina (bandiera) | A     | Omar Sívori         |
|    | Argentina (bandiera) | A     | Santiago Vernazza   |
|    | Argentina (bandiera) | A     | Roberto Zárate      |

## Statistiche

### Statistiche di squadra
| Competizione | Punti | Totale | Totale | Totale | Totale | Totale | Totale | DR  |
| Competizione | Punti | G      | V      | N      | P      | Gf     | Gs     | DR  |
| ------------ | ----- | ------ | ------ | ------ | ------ | ------ | ------ | --- |
| PD           | 45    | 30     | 18     | 9      | 3      | 53     | 35     | +18 |
| Totale       | -     |        |        |        |        |        |        | -   |